# Pärlemorsnäckor
Virvelsnäckor (Trochidae) är en familj av snäckor. Virvelsnäckor ingår i underklassen Vetigastropoda, klassen snäckor, fylumet blötdjur och riket djur. Enligt Molluscabase (2023) omfattar familjen Trochidae 1021 arter.

## Bildgalleri

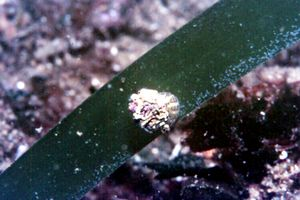
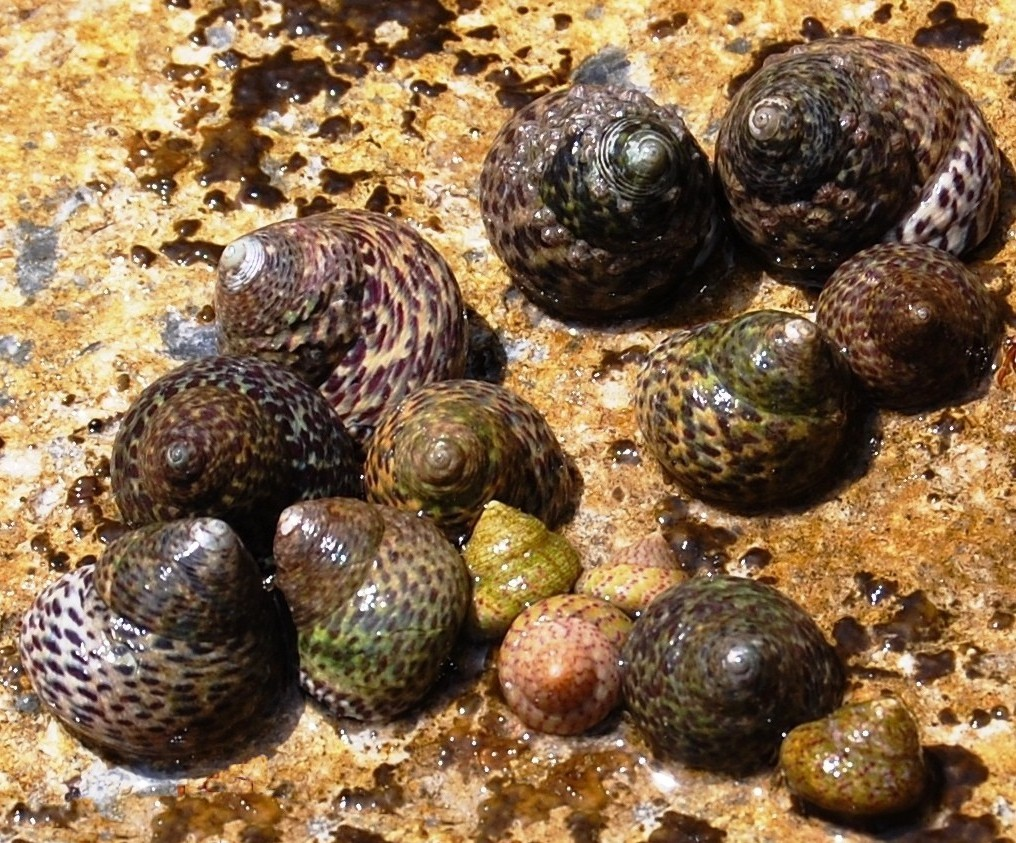
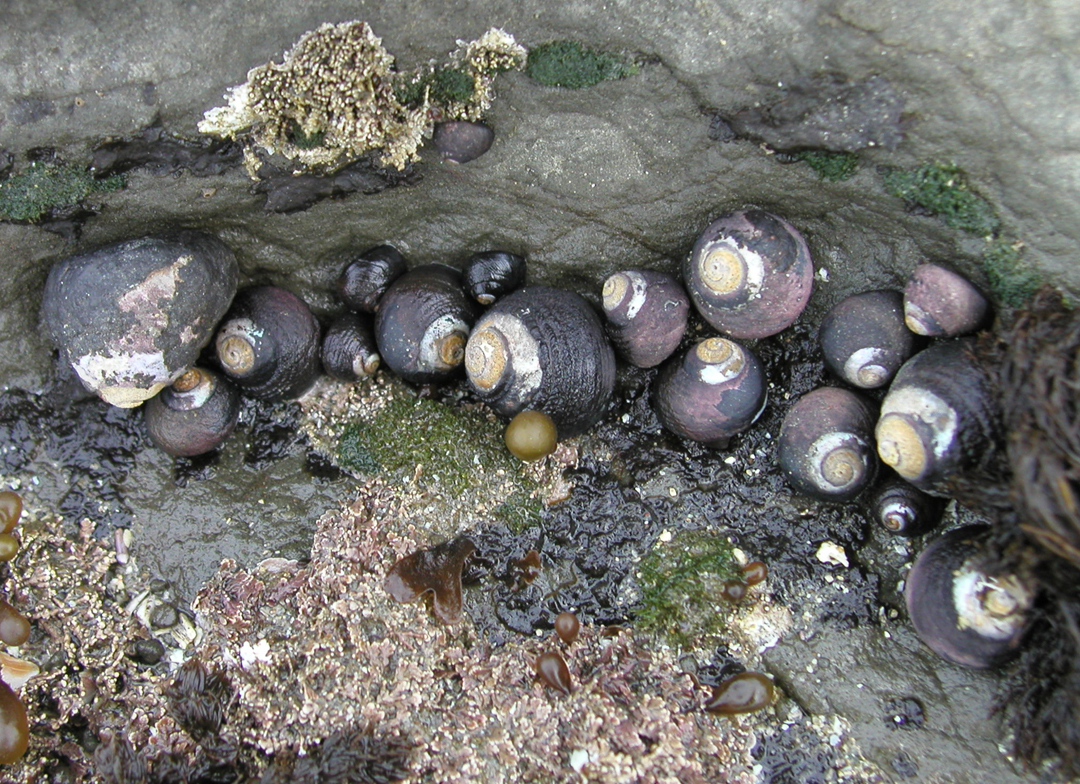
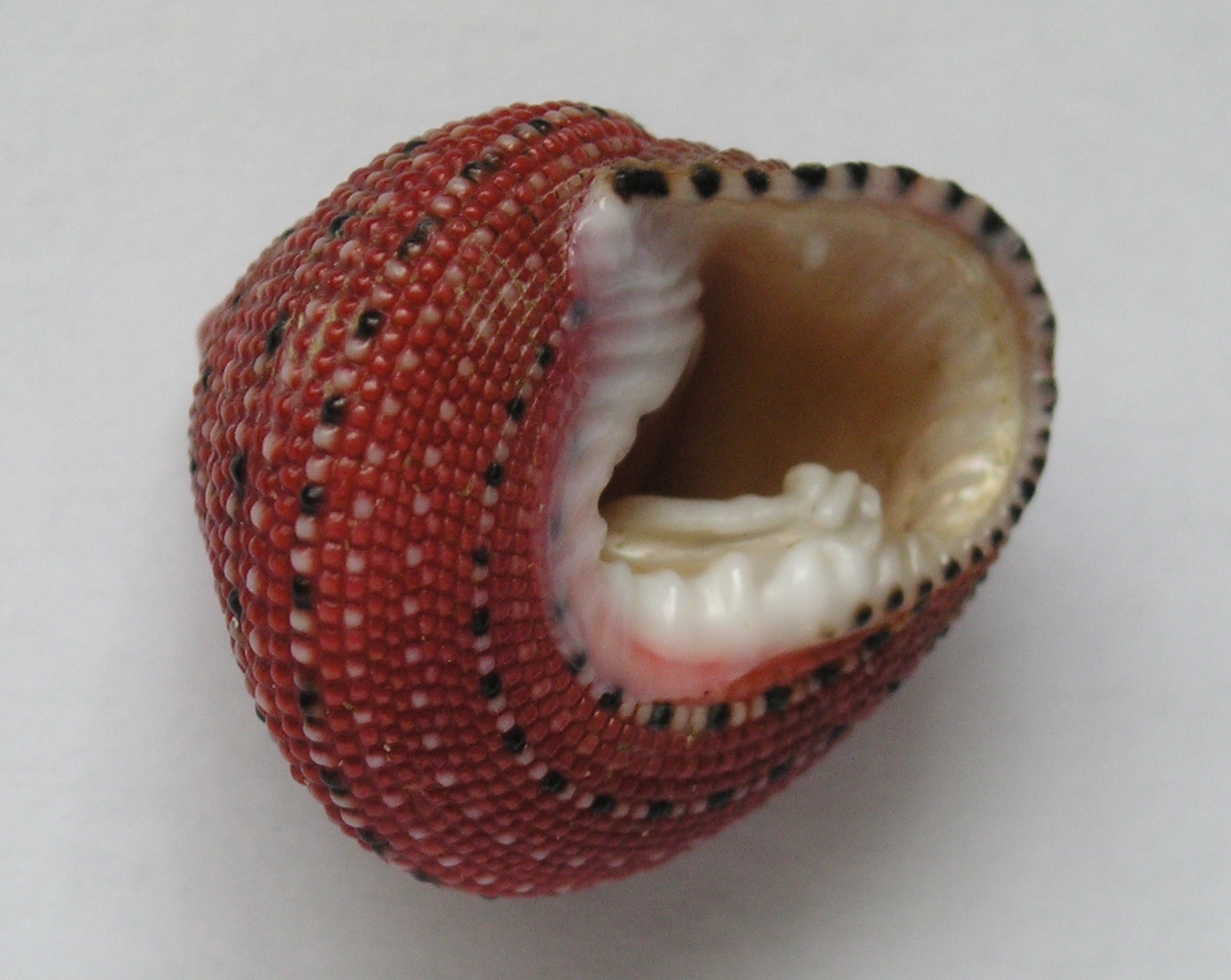
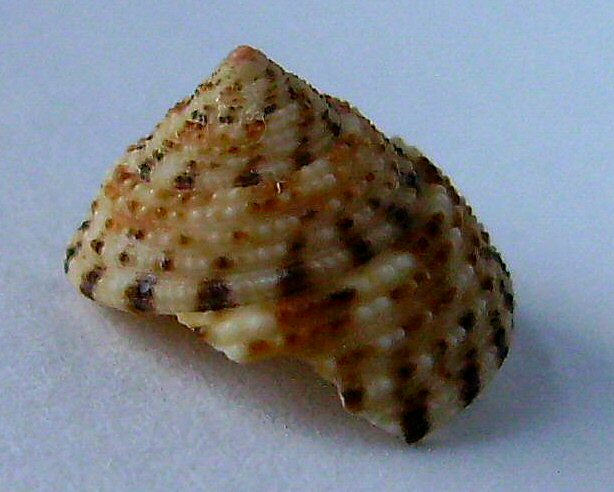
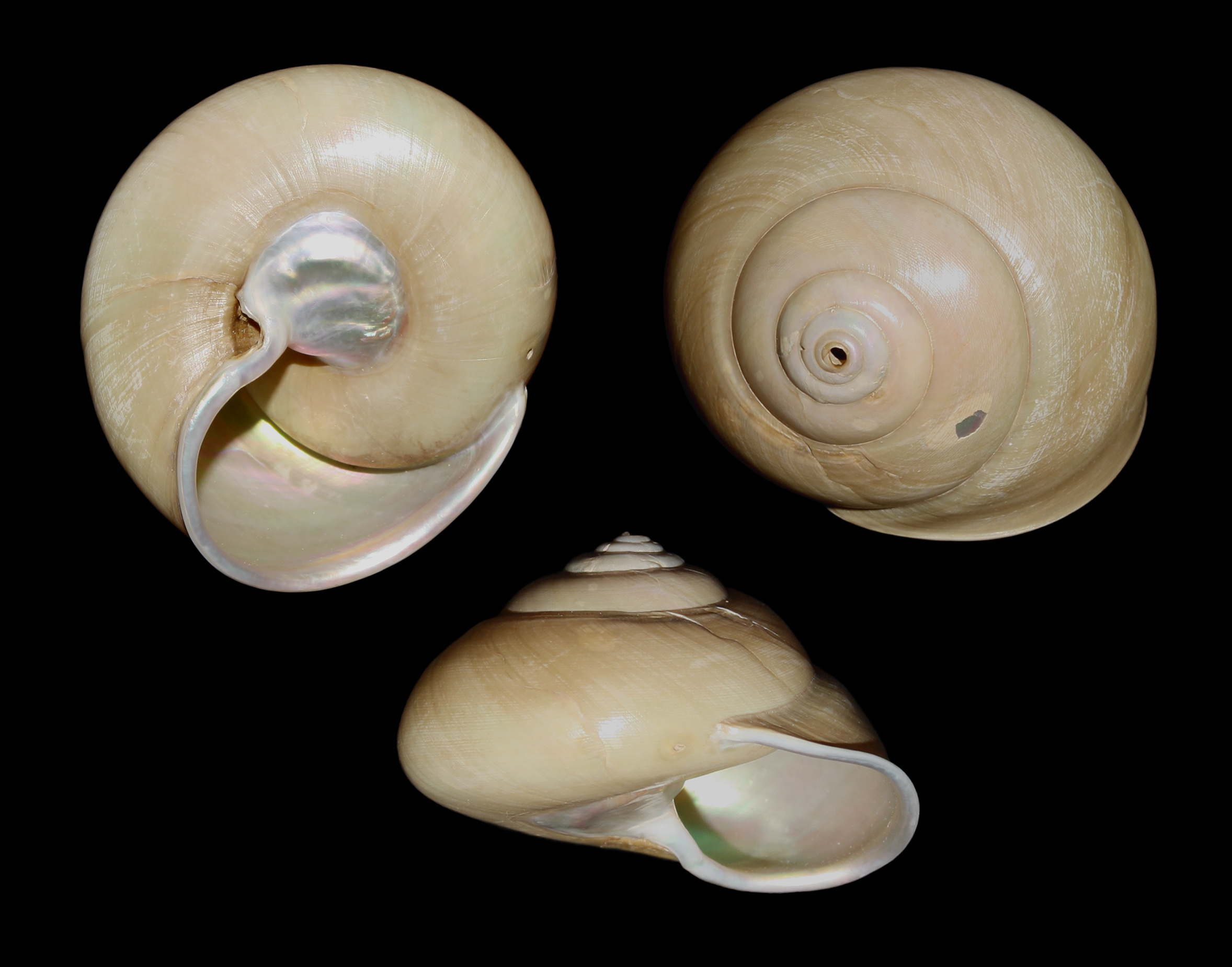

## Dottertaxa till Virvelsnäckor, i alfabetisk ordning[1][2]
- Antimargarita
- Antisolarium
- Archiminolia
- Bathybembix
- Bathymophila
- Calliostoma
- Calliotropis
- Callumbonella
- Cantharidella
- Cantharidus
- Cidarina
- Cittarium
- Clanculus
- Clelandella
- Danilia
- Dentistyla
- Euchelus
- Fossarina
- Gaza
- Gibbula
- Halistylus
- Herpetopoma
- Jujubinus
- Lamellitrochus
- Liotella
- Lirularia
- Lischkeia
- Margarella
- Margarites
- Melagraphia
- Micrelenchus
- Microgaza
- Mirachelus
- Monilea
- Monodonta
- Norrisia
- Planitrochus
- Pseudostomatella
- Solariella
- Stomatella
- Synaptocochlea
- Tectus
- Tegula
- Thaltia
- Thoristella
- Trochus
- Turcica
- Zetela
- Zethalia